# Peine de mort aux Philippines
 (décembre 2021).
Le contenu est difficilement compréhensible vu les erreurs de traduction, qui sont peut-être dues à l'utilisation d'un logiciel de traduction automatique.
La peine capitale aux Philippines (en philippin : Parusang Kamatayan sa Pilipinas), et en particulier la peine de mort en tant que forme de répression parrainée par l'État, a été introduite et  a été largement pratiquée par le gouvernement espagnol aux Philippines. Un nombre important de martyrs nationaux philippins comme Mariano Gómez, José Burgos et Jacinto Zamora (également connu sous le nom de GomBurZa ), treize martyrs de Cavite (Trece Martires), treize martyrs de Bagumbayan, quinze martyrs de Bicol (Quince Martires de Bicolandia), dix-neuf martyrs d'Aklan et José Rizal ont été exécutés par le gouvernement espagnol.
Aux Philippines, de nombreux parcs, écoles, monuments routes ou encore bâtiments ports,, pour un rappel constant à la population des atrocités espagnoles à travers l'imposition de la peine de mort. Après l'exécution du général de l'armée impériale japonaise Tomoyuki Yamashita à Laguna, aux Philippines en 1946 et la mise en place officielle du gouvernement philippin après la Seconde Guerre mondiale, la peine capitale a été principalement utilisée comme mesure anti-criminalité pendant l'anarchie rampante qui a dominé les Philippines menant à la déclaration de la loi martiale en 1972.
Les Philippines, avec le Cambodge, sont les seuls États membres de l'Association des nations de l'Asie du Sud-Est (ANASE) à avoir aboli la peine de mort.

## Périodes espagnole et américaine

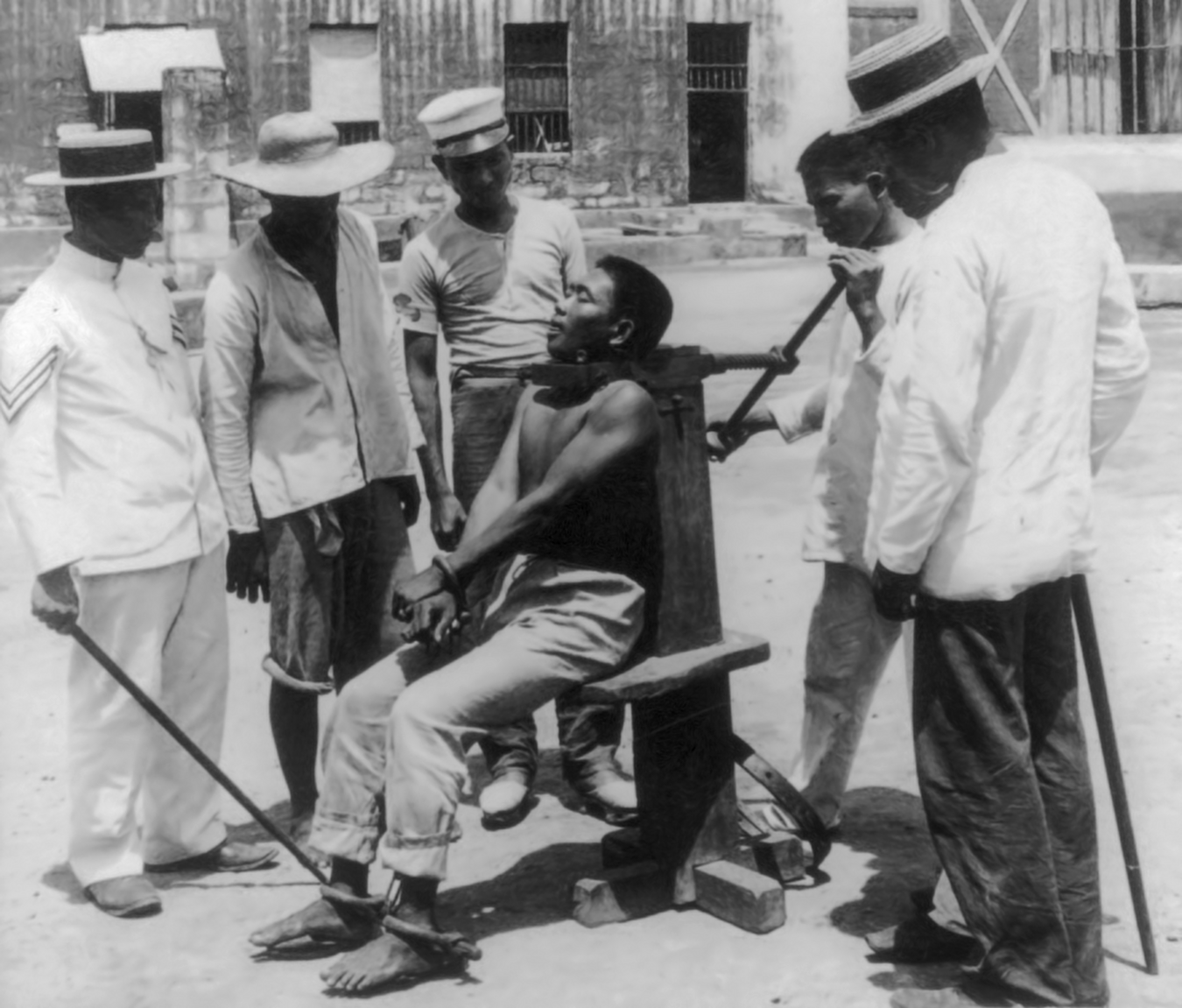
Une exécution de 1901 à l'ancienne prison de Bilibid, Manille, Philippines.

Pendant la domination coloniale espagnole, les méthodes d'exécution les plus courantes étaient la mort par peloton d'exécution (en particulier pour les crimes militaires, généralement réservés aux combattants de l'indépendance) et le garrot.
Un cas notable d'exécution par garrot par le gouvernement espagnol répressif aux Philippines est l'exécution de trois prêtres martyrs catholiques philippins, Mariano Gomez, José Burgos et Jacinto Zamora, également connu sous le nom de Gomburza.
La mort par pendaison était une autre méthode populaire.
Un autre exemple marquant est le héros national, José Rizal, qui fut exécuté par un peloton d'exécution le matin du 30 décembre 1896, dans le parc qui porte désormais son nom.
En 1902, la Commission philippine a aboli l'utilisation du garrot comme moyen d'exécution des criminels et lui a substitué l'exécution par pendaison.
En 1926, la chaise électrique (en espagnol : silla eléctrica ; en philippin : silya eléktrika) a été introduite par le gouvernement insulaire colonial des États-Unis, faisant des Philippines le seul autre pays à employer cette méthode. La dernière exécution de l'ère coloniale a eu lieu sous le gouverneur général Theodore Roosevelt, Jr. en février 1932. Il n'y a pas eu d'autres exécutions sous Manuel L. Quezon, le premier président du Commonwealth.
Les crimes passible de peine de mort au moment de l'indépendance (juillet 1946) étaient le meurtre, le viol et la trahison. Cependant, aucune exécution n'a eu lieu jusqu'en avril 1950, lorsque Julio Gullien a été exécuté pour avoir tenté d'assassiner le président Manuel Roxas. D'autres cas notables incluent Marciál "Baby" Ama, électrocuté à l'âge de 16 ans le 4 octobre 1961, pour des meurtres commis en prison pour des charges moindres. Ama est notamment devenu le sujet du film populaire de 1976, Bitayin si. . . Baby Ama ! (Exécutez "Baby" Ama ! ).
L'ancien gouverneur du Negros occidental, Rafael Lacson, et 22 de ses alliés, ont été condamnés à mort en août 1954 pour le meurtre d'un opposant politique. En fin de compte, Lacson n'a jamais été exécuté.
Au total, 51 personnes ont été électrocutées jusqu'en 1961. Le nombre d'exécutions a grimpé sous le président Ferdinand Marcos, lui-même condamné à mort en 1939 pour le meurtre de Julio Nalundasan, le rival politique de son père, Mariano ; le jeune Ferdinand fut acquitté en appel. Une triple exécution controversée a eu lieu en mai 1972, lorsque Jaime José, Basilio Pineda et Edgardo Aquino ont été électrocutés pour l'enlèvement et le viol collectif de la jeune actrice Maggie de la Riva en 1967. L'État a ordonné que les exécutions soient diffusées à la radio nationale.
Sous le régime Marcos, le trafic de drogue est également devenu passible de la peine de mort par peloton d'exécution, comme dans le cas de Lim Seng, dont l'exécution le 15 janvier 1973 a également été retransmise à la télévision nationale. Le futur président (alors chef de la police philippine), le général Fidel V. Ramos était présent à l'exécution.
La chaise électrique a été utilisée jusqu'en 1976, date à laquelle l'exécution par peloton d'exécution l'a finalement remplacée comme seule méthode d'exécution. Sous le régime autoritaire de Marcos pendant 20 ans, cependant, d'innombrables autres personnes ont été sommairement exécutées, torturées ou simplement disparues pour s'être opposées à son régime.[non neutre]
Après Marcos qui a été destitué en 1986, le nouveau projet de Constitution de 1987 interdit la peine de mort, mais a permis au Congrès de la rétablir « ci - après » pour « crimes odieux »; faisant des Philippines le premier pays asiatique à abolir la peine capitale.
Lorsque les Philippines appliquaient la peine de mort, les hommes condamnés à mort étaient détenus à la prison de New Bilibid et les femmes condamnées à mort étaient détenues à l' établissement correctionnel pour femmes (Mandaluyong). La chambre de mort pour les détenus à électrocuter se trouvait dans le bâtiment 14, dans l'enceinte à sécurité maximale de New Bilibid. Le musée du Bureau des Corrections (BuCor) servait auparavant de chambre d'injections létales.

### Exécutions post-indépendance par les présidents
- Elpidio Quirino (1948-1953): 13
- Ramon Magsaysay (1953-1957) : 6
- Carlos P. García (1957-1961) : 14
- Diosdado Macapagal (1961-1965): 2
- Ferdinand Marcos (1965-1986): 32
- Joseph Estrada (1998-2001) : 7

## Rétablissement et moratoire

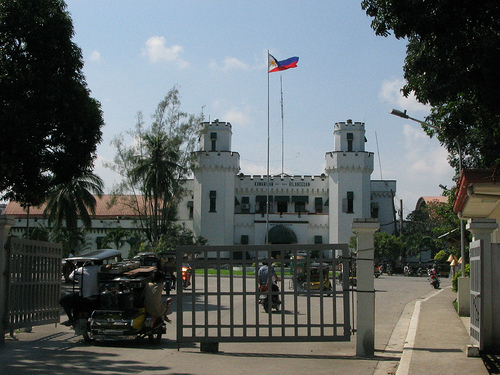
La Nouvelle prison Bilibid détient des condamnés à mort de sexe masculin.

Le président Fidel V. Ramos a promis pendant sa campagne qu'il soutiendrait la réintroduction de la peine de mort en réponse à l'augmentation des taux de criminalité. La nouvelle loi (Republic Act 7659), rédigée par Ramos, a été adoptée en 1993, rétablissant la peine capitale. Cette loi prévoyait l'utilisation de la chaise électrique jusqu'à ce que la chambre à gaz (choisie par le gouvernement pour remplacer l'électrocution) puisse être utilisée. En 1996, le Republic Act 8177 a été adoptée, prescrivant l'utilisation de l'injection létale comme méthode d'exécution de la peine capitale.
Les exécutions ont repris en 1999, en commençant par Leo Echegaray, qui a été exécuté par injection létale sous le successeur de Ramos, Joseph Estrada, marquant la première exécution après le rétablissement de la peine de mort. L'exécution suivante a vu un incident embarrassant lorsque le président Estrada a décidé d'accorder un sursis de dernière minute, mais n'a pas réussi à joindre les autorités pénitentiaires à temps pour arrêter l'exécution. À la suite d'un appel personnel de son conseiller spirituel, l'évêque Teodoro Bacani, Estrada a appelé à un moratoire en 2000 pour honorer le bimillénaire de la naissance du Christ. Les exécutions ont repris un an plus tard.
Le successeur d'Estrada, Gloria Macapagal-Arroyo, était un opposant à la peine de mort et a également approuvé un moratoire sur l'exécution de la peine capitale. Cette interdiction a ensuite été officialisée dans une loi à part entière lorsque le Congrès a adopté le Republic Act 9346 en 2006. L'année suivante, les Philippines ont été intégrées au deuxième Protocole facultatif du Pacte international relatif aux droits civils et politiques concernant l'abolition de la peine de mort. La présidente Arroyo a gracié de manière controversée de nombreux prisonniers au cours de sa présidence, y compris en 2009, tous les criminels restants condamnés pour l' assassinat en 1983 de l'ancien sénateur et chef de l'opposition Benigno Aquino Jr..

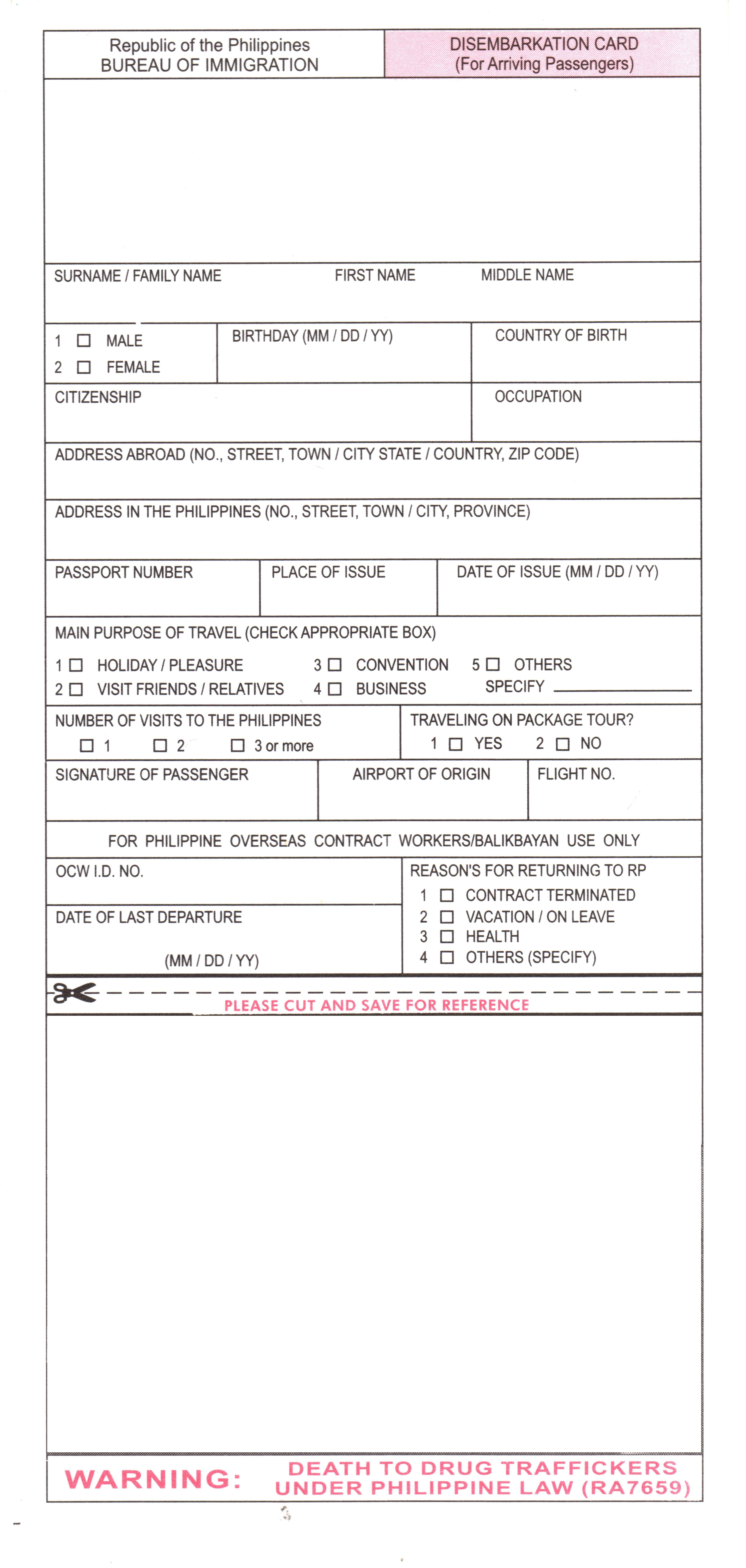
Une vieille carte d'embarquement avertissant les visiteurs de la peine de mort pour trafic de drogue. La mise en garde a depuis été supprimée des versions ultérieures.

Le 15 avril 2006, les peines de 1 230 condamnés à mort ont été commuées en peines de réclusion à perpétuité, ce qui, selon Amnesty International, est la « plus grande commutation de peines de mort jamais prononcée ».
La peine capitale a de nouveau été suspendue par le Republic Act n° 9346, signée par le président Arroyo le 24 juin 2006. Le projet de loi fait suite à un vote tenu au Congrès le 7 juin qui a massivement soutenu l'abolition de cette pratique. Les peines de réclusion à perpétuité et de réclusion perpétuelle (détention d'une durée indéterminée, généralement d'au moins 30 ans) ont remplacé la peine de mort. Les critiques de l'initiative d'Arroyo l'ont qualifié de geste politique destiné à apaiser l' Église catholique romaine, dont certains secteurs se sont de plus en plus exprimés dans leur opposition à sa présidence.

### Protocole eu Pacte international relatif aux droits civils et politiques
Les Philippines ont par la suite signé le deuxième protocole facultatif du Pacte international relatif aux droits civils et politiques . Le Protocole facultatif engage ses membres à abolir la peine de mort à l'intérieur de leurs frontières. Il a été signé le 20 septembre 2006 et ratifié le 20 novembre 2007.
Le 6 décembre 2016, après que la Commission de la justice de la Chambre des représentants des Philippines a approuvé un projet de mesure sur la réimposition de la peine de mort, Zeid Ra'ad Al Hussein, le Commissaire des Nations unies aux droits de l'homme a publié une lettre ouverte adressée au président philippin. de la Chambre et le Président du Sénat déclarant : « Le droit international ne permet pas à un État qui a ratifié ou adhéré au Deuxième Protocole facultatif de le dénoncer ou de s'en retirer. Zaid a affirmé qu'il n'y a pas de "clause de dénonciation" dans le protocole, "garantissant ainsi la non-réintroduction permanente de la peine de mort par les États qui ont ratifié le protocole".

## Soutien à la réintroduction de la peine capitale
Après l'arrestation du violeur d'enfants Peter Scully en février 2015, plusieurs procureurs philippins ont demandé le rétablissement de la peine de mort pour les crimes sexuels violents. Au cours de la campagne électorale de 2016, le candidat à la présidence et maire de Davao, Rodrigo Duterte, a fait campagne pour le rétablissement de la peine de mort aux Philippines. Lors du segment « Oui ou non » du deuxième débat présidentiel le 20 mars 2016, Duterte et la sénatrice Grace Poe étaient les seuls candidats qui ont dit « oui » lorsqu'on les a interrogés sur le rétablissement de la peine de mort dans le pays, en faveur de la décision Duterte, qui a remporté les élections en mai 2016, soutient le rétablissement de la peine de mort par pendaison. Il a été rapporté qu'il veut la peine capitale pour les criminels impliqués dans les drogues illégales, les syndicats d'armes à feu et ceux qui commettent des "crimes odieux" tels que le viol, le vol ou le vol de voiture où la victime est assassinée, tandis que Poe a a déclaré que la peine capitale devrait s'appliquer aux criminels reconnus coupables de « drogues et de crimes multiples où les personnes impliquées ne peuvent plus être réhabilitées ».
Duterte a juré théâtralement "de salir la baie de Manille avec les corps de criminels". En décembre 2016, le projet de loi portant rétablissement de la peine capitale pour certains « délits odieux » a rapidement été adopté en commission à la Chambre des représentants ; il a été adopté par la Chambre des représentants au complet en février 2017. Cependant, la loi rétablissant la peine de mort a stagné au Sénat en avril 2017, où elle ne semblait pas avoir suffisamment de voix pour être adoptée,.
Dans un sondage de 2017, 67% des Philippins ont soutenu la peine de mort. L'actrice et ancienne victime de viol Maggie de la Riva, l'une des partisanes de la peine capitale, a exprimé sa consternation dans une interview à TV Patrol cette année-là que seuls les crimes liés à la drogue soient inclus dans les crimes passibles de la peine de mort, et que des crimes odieux tels que le viol n'étaient pas inclus.
En juillet 2019, des projets de loi visant à rétablir la peine capitale aux Philippines ont été relancés au Sénat avant l'ouverture du 18e Congrès.
Au lendemain d'une fusillade en 2020 à Tarlac, les sénateurs Ronald dela Rosa et Manny Pacquiao ont exhorté à envisager un rétablissement de la peine de mort.

## Méthodes
Les Philippines étaient le seul pays, à part les États-Unis, à utiliser la chaise électrique, en raison de son introduction pendant la période coloniale américaine. Jusqu'à sa première abolition en 1987, le pays est revenu à la mort par peloton d'exécution.
Après la réintroduction de la peine de mort en 1993, le pays est passé à l'injection létale comme seule méthode d'exécution.